# Brittany Boweová
Brittany Boweová (* 24. února 1988 Ocala, Florida) je americká rychlobruslařka a bývalá inline bruslařka.
Od dětství se věnovala inline bruslení, zúčastnila se juniorských i seniorských světových šampionátů, odkud přivezla 29 medailí (18 juniorských a 11 seniorských). Po roce 2008 se začala věnovat více škole a basketbalu, nakonec ale v roce 2010 skončila u rychlobruslení. Na mezinárodní scéně se poprvé objevila na podzim 2011, kdy začala pravidelně startovat v závodech Světového poháru. Zúčastnila se také Mistrovství světa ve sprintu (18. místo) a Mistrovství světa na jednotlivých tratích (500 m – 16. místo, 1000 m – 8. místo). V roce 2013 byla na sprinterském mistrovství osmá, ze závodu na 1000 m na šampionátu na jednotlivých tratích si dobruslila pro bronzovou medaili. Zúčastnila se Zimních olympijských her 2014, kde se v závodě na 500 m umístila na 13. místě, na kilometru byla osmá, na trati 1500 m čtrnáctá a ve stíhacím závodě družstev šestá. Velkého úspěchu dosáhla na MS 2015, na kterém vyhrála závody na 1000 m a 1500 m a vybojovala stříbro na distanci 500 m. Podobnou dominanci předvedla o několik týdnů později na sprinterském světovém šampionátu, odkud si po vítězství na všech čtyřech tratích přivezla zlatou medaili ze čtyřboje. V sezóně 2014/2015 rovněž zvítězila v celkovém hodnocení Světového poháru v závodech na 1000 m, v následujícím ročníku triumfovala v SP na tratích 1000 m i 1500 m a v absolutním hodnocení Grand World Cupu. Na MS 2016 získala stříbrnou (500 m) a dvě bronzové medaile (1000 m a 1500 m) a o několik týdnů později obhájila vítězství na světovém sprinterském šampionátu.
Zúčastnila se Zimních olympijských her 2018, kde v závodě na 1500 m skončila na 5. místě, na trati 1000 m byla čtvrtá a na distanci 500 m pátá. V olympijském stíhacím závodě družstev získala bronzovou medaili. Startovala také na Mistrovství světa ve sprintu 2018, kde vybojovala stříbro. Z Mistrovství světa na jednotlivých tratích 2019 si přivezla zlato ze závodu na 1000 m a bronz z patnáctistovky. O několik týdnů později získala na sprinterském MS 2019 bronzovou medaili. V sezóně 2018/2019 zvítězila v celkovém hodnocení Světového poháru v závodech na 1000 m a 1500 m, v ročníku 2019/2020 zopakovala celkové prvenství na distanci 1000 m a v sezóně 2020/2021 opět zvítězila na tratích 1000 m a 1500 m. Na světovém šampionátu 2021 vyhrála závod na 1000 m a na patnáctistovce si dobruslila pro stříbro. Ze Zimních olympijských her 2022 si přivezla bronzovou medaili z distance 1000 m, na poloviční trati byla šestnáctá a v závodě na 1500 m desátá. V sezóně 2021/2022 potřetí za sebou obhájila celkové hodnocení Světového poháru v závodech na 1000 m.
V roce 2015 získala cenu Oscara Mathisena.